# 布鲁克琳·杜思赖特
布鲁克琳·杜思赖特（英語：Brooklyn Douthwright，2003年5月20日—），加拿大女子游泳运动员，2023年泛美运动会女子4×100米自由泳接力、女子4×100米混合泳接力金牌得主、混合4×100米混合泳接力银牌得主、混合4×100米自由泳接力和女子4×200米自由泳接力铜牌得主。